# PGC 1552196
LEDA/PGC 1552196 ist eine Elliptische Galaxie vom Hubble-Typ E im Sternbild Herkules am Nordsternhimmel, die schätzungsweise 518 Millionen Lichtjahre von der Milchstraße entfernt ist. Die Galaxie gilt als Mitglied des Herkules-Haufens Abell 2151.
Im selben Himmelsareal befinden sich u. a. die Galaxien NGC 6053, NGC 6055, IC 1189, IC 1190.